# Pointe de la Terrasse (massif du Giffre)
Pour l’article homonyme, voir Pointe de la Terrasse.
La pointe de la Terrasse est un sommet de France situé dans le massif du Giffre, à une centaine de mètres au sud-est de la frontière avec la Suisse.